# Ptilothrix sumichrasti
Ptilothrix sumichrasti är en biart som först beskrevs av Cresson 1878.  Ptilothrix sumichrasti ingår i släktet Ptilothrix och familjen långtungebin. Inga underarter finns listade i Catalogue of Life.